# أمين عبد الكريم الساعاتي
أمين عبد الكريم الساعاتي طبيب بحريني.

## النشأة والتعليم
هو ابن عبد الكريم الساعاتي أحد الرواد في مجال صناعة الأسطوانات في خمسينيات وستينيات وسبعينيات القرن العشرين.
درس في مدرسة المنامة الثانوية للبنين وكان ترتيبه الخامس على البحرين. حصل على الدبلوم من المعهد الفني الصحي بالقاهرة وكان ترتيبه الأول. حصل على بكالوريوس الطب والجراحة مع مرتبة الشرف من جامعة القاهرة (1981). حصل على الدبلوم في جراحة الأنف والأذن والحنجرة من جامعة لندن (1990).

## المسيرة المهنية
عمل في إدارة الصحة العامة. يعتبر حاليا الطبيب البحريني الوحيد الحاصل على درجة زمالة الكلية الملكية للجراحين في تخصص الأنف والأذن والحنجرة من لندن بعد حصوله عليها في العام 1991. تدرب وعمل في مستشفى سانت توماس ومستشفى جريت أورموند ستريت للأطفال في لندن (بريطانيا) لمدة 4 سنوات.
عمل بعد انتهاء عمله في لندن في العام 1992 استشاريا في جراحة الأنف والأذن والحنجرة بمجمع السلمانية الطبي. شغل منصب رئيس دائرة الأنف والأذن والحنجرة من 1995 إلى 1996. حاليا رئيس اللجنة الطبية الاستئنافية. كما يشغل منصب رئيس اللجنة الاستشارية لتطوير مجمع السلمانية الطبي. يعمل أستاذ مساعد بكلية الطب بجامعة الخليج العربي.
له اهتمامات عديدة في مجال جراحة الأنف والأذن والحنجرة للأطفال حيث عمل وتدرب في أهم المستشفيات العالمية في هذا المجال وله دراسات في هذا التخصص نشرت في المجلات الطبية العالمية. شارك في عدة مؤتمرات خليجية وعربية وعالمية حيث ترأس جلسات علمية وقدم أوراقا علمية بحثية.
في عام 2002 كان الساعاتي عضو مؤسس لجمعية مركز البحرين لحقوق الإنسان.
في 3 سبتمبر 2008 أصدر الوكيل المساعد لشئون المستشفيات قرارا بتعيين الساعاتي رئيسا للخدمات الطبية في مجمع السلمانية الطبي.
في 20 أكتوبر 2014 أحيل إلى التقاعد.
في 26 يناير 2020 صدر عن الفريق طبيب محمد بن عبد الله آل خليفة رئيس المجلس الأعلى للصحة قرار رقم 4 لسنة 2020 بتعيين الساعاتي رئيسا للجنة الجودة والمعايير الإكلينيكية بالقطاع الصحي.

## الجوائز والتكريمات
في 19 أكتوبر 2014 نظمت دائرة الأنف والأذن والحنجرة في مجمع السلمانية الطبي حفل تكريم للساعاتي بمناسبة تقاعده في قاعة المعارف بمجمع السلمانية الطبي بمشاركة وزير الصحة صادق الشهابي وكبار المسئولين في وزارة الصحة وحضور موظفي دائرة الأنف والأذن والحنجرة بمجمع السلمانية الطبي.

## الحياة الشخصية
متزوج من خيرية موسى رئيسة قسم التغذية بوزارة الصحة وله من الأبناء أربعة منهم سارة.